# John Sandford
John Sandford este un scriitor de thriller american.